# Karl Julius Keim

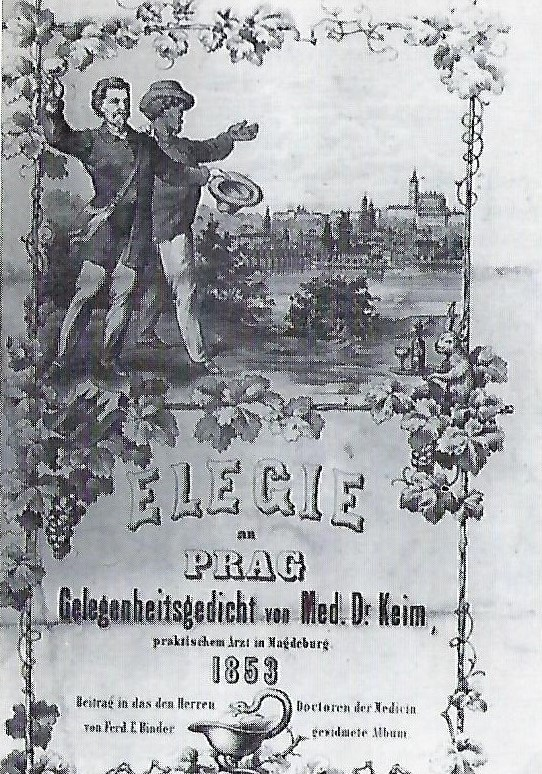
Elegie an Prag

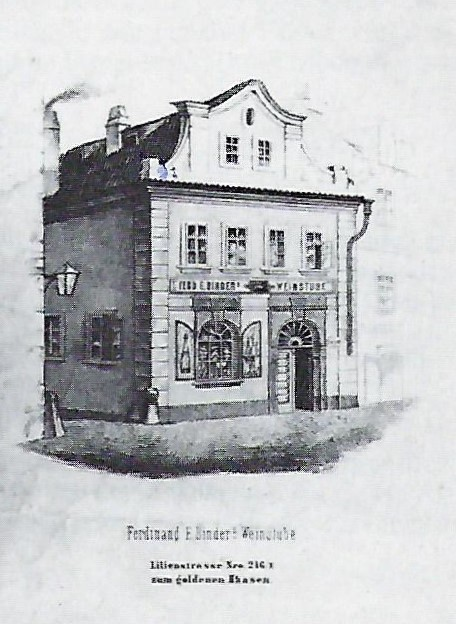
F. E. Binders Weinstube

Karl Julius Keim (* 18. Januar 1823 in Barby, Provinz Sachsen; † 14. Januar 1906 in Magdeburg) war ein deutscher Arzt. Bekannt war er zu seiner Zeit als medizinisch-humoristischer Schriftsteller. Adolf Siegl, der große Chronist des Prager Studentenlebens, hat ihm ein kleines Denkmal gesetzt.

## Leben
Keim studierte an der Friedrichs-Universität Halle Medizin. 1844 wurde er im Corps Thuringia Halle (II) aktiv. Er wurde 1848 in Halle zum Dr. med. promoviert und 1849 als Arzt approbiert. Wie viele junge Mediziner kam er zu Beginn der 1850er Jahre an die Karls-Universität. Zu ihrer Glanzzeit in der Mitte des 19. Jahrhunderts zog Prags medizinische Fakultät viel mehr Mediziner aus deutschen Landen, der Schweiz und den Niederlanden zur praktischen Ausbildung an als die Wiener. Keim steht weder in der Dozenten- noch in der Studentenmatrikel der Prager Universität. Nach den Examen eröffnete er eine Arztpraxis in Magdeburg. In der Medizinischen Gesellschaft Magdeburg spielte er eine hervorragende Rolle. Auch in Magdeburg ging er seiner Neigung zum Verseschmieden nach. Die meisten seiner humoristischen Dichtungen spielten im Arztmilieu – „heitere Scherze bei heitrem Festmahl“, die ihn im Freundeskreis der Magdeburger Medizinischen Gesellschaft
seinen alten Schimmel,

seinen braven Pegasus,

aus dem Stalle ziehen ließen.
Schöne Selbstironie ist sein Pseudonym „Supinator longus“. Der „lange Außendreher“ bezieht sich auf den Musculus supinator, der den gebeugten Unterarm nach außen rotiert und die Hand in eine Nehmestellung bringt. Eine Zeitlang war Keim
Stadtverordneter in Magdeburg. Als Geheimer Sanitätsrat charakterisiert, starb er vier Tage vor seinem 79. Geburtstag.

## Elegie an Prag

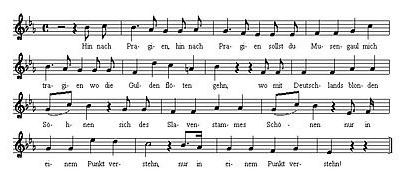
Elegie an Prag

In der Weinstube von Ferdinand E. Binder am Bethlehemsplatz schrieb Keim am 31. Mai 1853 die Elegie an Prag. Als „Prager Lied“ ist sie in den Kommersbüchern der damaligen Zeit verzeichnet. Es soll nach Prinz Eugen, der edle Ritter gesungen worden sein. Hingegen wies Paul Nettl nach, dass dem Medizinerlied eine Melodie von Carl Kuntze zugrunde liegt. Sie ähnelt dem Beginn von Beethovens Andante favori (WoO 57). Der Inhaber der Weinstube Binder ließ die Elegie drucken und überreichte sie den bei ihm verkehrenden „Herren Doctoren der Medicin“ als Erinnerungsstück. In den Kommersbüchern war die 3., auf die Gebäranstalt bezogene Strophe aus Keuschheit in griechischen Buchstaben wiedergegeben; erst in späteren Ausgaben gelangte der deutsche Text zum Abdruck. In Prag waren die Frauenfächer damals räumlich getrennt, die Geburtshilfe im Kaiser-Franz-Joseph-Pavillon und die Gynäkologie in einem Gebäude auf dem erwähnten Windberg. Apolligen meint die Gifthütte bei St. Apollinaris.
| 1. Hin nach Pragien, hin nach Pragien, sollst du Musengaul mich tragien, wo die Gulden flöten gehn, wo mit Deutschlands blonden Söhnen sich des Slawenstammes Schöne nur in einem Punkt verstehn! 2. Zum Spital, dem allgemeinigen, soll ich den Fuß beschleunigen, wo der Jüngling arzten lernt, wo auch ohne venae sectio die entzündliche affectio aus der Pleura sich entfernt. 3. Auf dem Windberg, auf dem steiligen, möcht ich zu den Jungfraun eiligen, mit geräumigem Utero, drin am Nabelstrang, dem keuschen, nach den Plazentargeräuschen lächelnd hüpft der Embryo. 4. Zu Apolligen, zu Apolligen, will ich auch im Geist mich trolligen, wo der Tischgast atrophiert, wo zum Tanz die Heska Holka nach dem Klang der muntern Polka der Primär' am Bändchen führt. | 5. Zur Bastei möcht ich hinaningen, wo der Herbstwind mit Kastaningen nach dem Haupt des Wandrers zielt, dort wo unter Samtmantillen für den Lustwandlör im Stillen menschlich die Chlorose fühlt. 6. Endlich auch zum edlen Bindinger möcht ich sein ein Pfadefindiger, wo der Hase gülden hüpft, wo des fröhlichen Tokayer kühlend heißes Freudenfeuer durch den Pharynx willig schlüpft. 7. Hierher wird mit Wehmutsthränigen stets das Herz sich sehnigen, klopft es wiederum daheim, hier, wo jetzt bei Weines Blitzen abortiert in schlechten Witzen Doctor medicinae Keim. 8. Arzt, Chirurgus und für Kinder auch vereidigter Entbinder aus der preuß'schen Monarchei, Prag im Mai am letzten Datum, in dem Jahr post Christum natum achtzehnhundert, fünfzig, drei. |

### Bezüge
1. Strophe: Pegasos (Mythologie), Gulden, Slawen
2. Strophe: Kais. Königl. Allgemeines Krankenhaus zu Prag, venae sectio = Veneneröffnung = Aderlass, Affektion, Pleura
3. Strophe: Uterus, Nabelschnur, Plazenta, Embryo
4. Strophe: Atrophie, Holka = Mädchen, Polka, Primarius = Chefarzt
5. Strophe: Bastei, Mantilla, Lustwandeln, Chlorose
6. Strophe: ein güldener Hase war das Hausemblem der Weinstube Binder, Tokajer, Pharynx = Rachen
7. Strophe: abortieren = von sich geben
8. Strophe: Entbinder = Geburtshelfer; Keims Heimat, die Provinz Sachsen, gehörte zu Preußen

### Ergänzung
Joseph Willomitzer, Chefredakteur der deutschen Bohemia, schrieb eine 9. Strophe:Im deutsch-tschechischen Nationalitätenkonflikt war sie eine Anspielung auf die Sitte mancher Tschechen, die im Habsburger Schwarz-Gelb gehaltenen Straßenschilder mit ausgeblasenen und eisenlackgefüllten Eiern zu bewerfen.
Hin nach Pragien, hin nach Pragien,

sollst, o Musenross, mich tragien,

wo der Typhus stets grassiert,

wo's gibt Tafeln weiß-blau-rote,

gelbe auch – doch die mit Kote

und mit Eisenlack beschmiert.

## Werk
In jungen Jahren hatte Keim einige Novellen veröffentlicht. Heute längst vergessen, ging Der Frack, ein Einakter, in den 1850er Jahren über mehrere Bühnen. Es folgten zwei Schwänke und eine Reihe lyrischer Gedichte. Keims Zeitgenossen sahen im Parasitenlied sein bestes Werk. Als ebenso gelungen empfand man das Lied vom „Flotten Burschen“, das er zum 25. Stiftungsfest der Medizinischen Gesellschaft Magdeburg geschrieben hatte. In den Archivbeständen des Deutschen Literaturarchivs Marbach ist Karl Julius Keim nicht nachgewiesen. Verzeichnet ist er im World Biographical Information System Online (WBIS).
- Der Mensch und der Parasit. Magdeburg 1872.
- Vier Jahrzehnte innerer Therapie. Vortrag, gehalten in der Versammlung des Aerztevereins Regierungsbezirk Magdeburg im November 1886.